# Hacène Ogbi
Hicham Hacène Ogbi Benhadouche (sinh ngày 17 tháng 8 năm 1989 ở Algiers) là một cầu thủ bóng đá người Algérie thi đấu cho US Biskra ở Giải bóng đá hạng nhất quốc gia Algérie.

## Sự nghiệp

### Sự nghiệp câu lạc bộ
Vào tháng 6 năm 2015, Ogbi ký một bản hợp đồng cùng với MC Oran từ USM Bel-Abbès.

### Sự nghiệp quốc tế
Ngày 2010 Ogbi gia nhập đội tuyển quân sự quốc gia Algérie. Anh giành chức vô địch Military World Games năm 2011 ở Rio de Janeiro. Giải đấu cũng là một phần của World Military Cup.

## Danh hiệu

### Với câu lạc bộ
- Giải bóng đá hạng nhất quốc gia Algérie

Vô địch: 2011–12 cùng với ES Sétif
- Cúp bóng đá Algérie

Vô địch: 2011–12 cùng với ES Sétif

### Với đội tuyển quốc gia
- Military World Games

Vô địch (1): 2011